# Tour de Romandie 2013

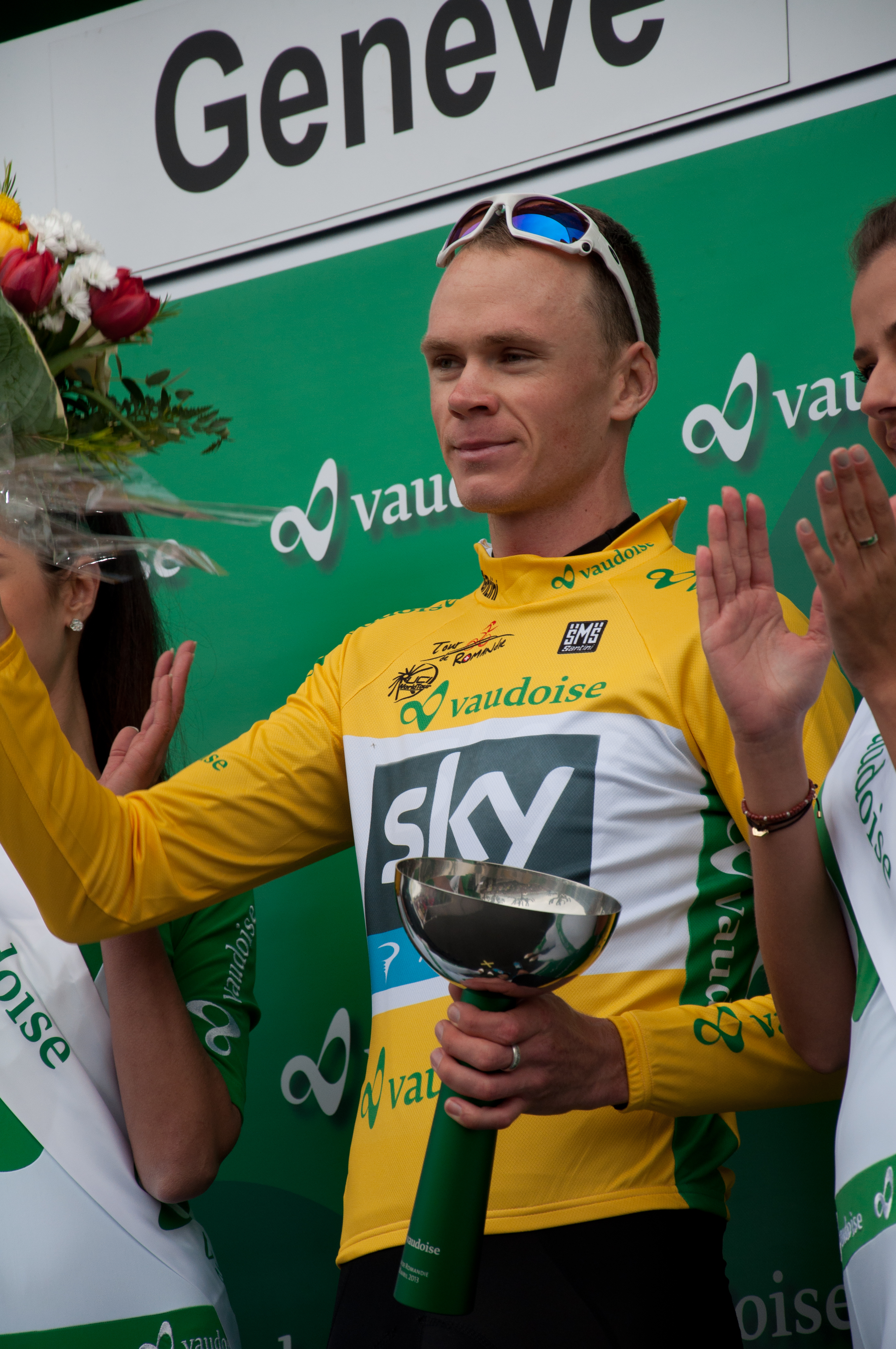
Chris Froome gewinnt die Gesamtwertung der Tour de Romandie 2013

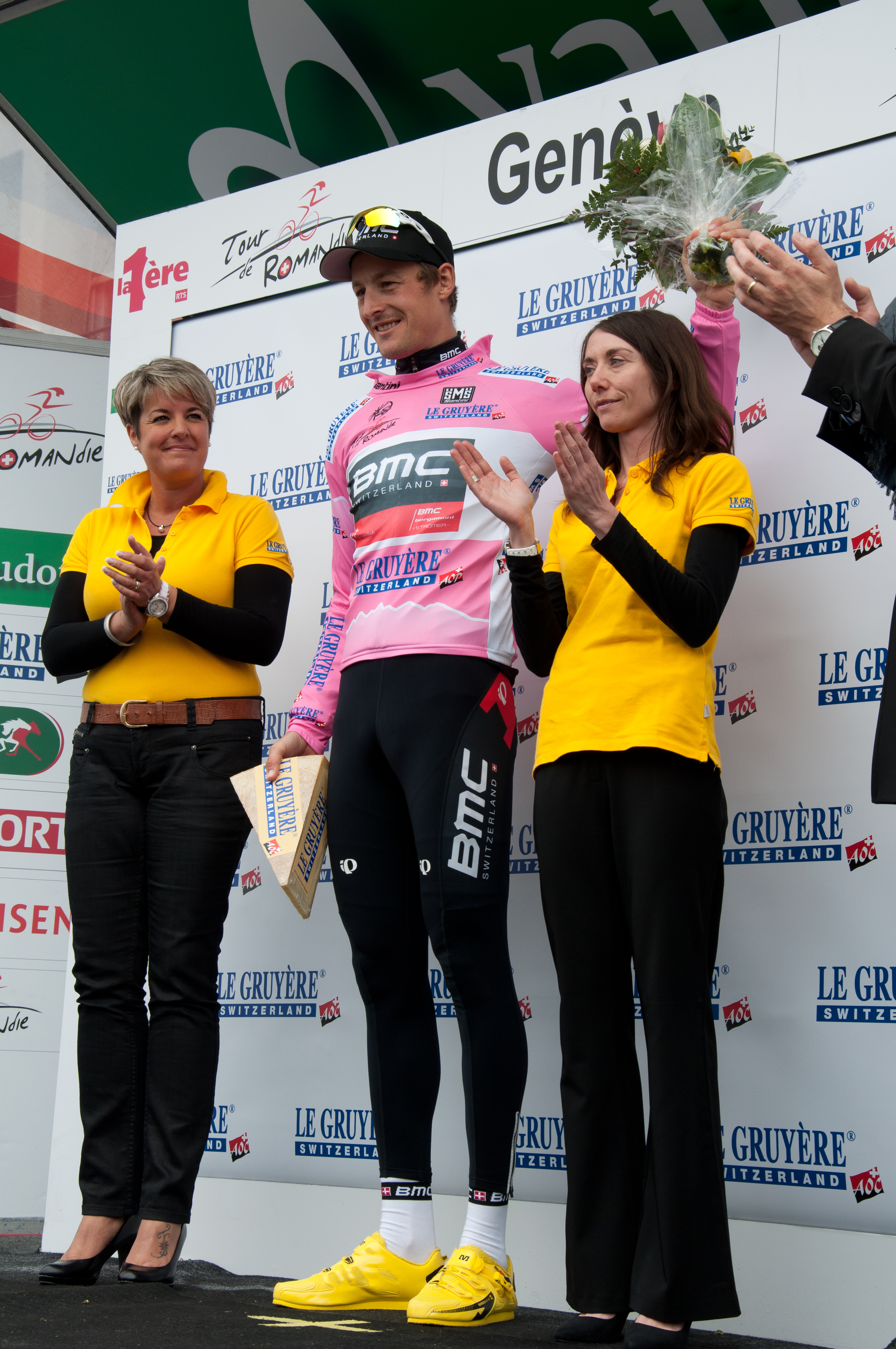
Marcus Burghardt gewinnt die Bergwertung der Tour de Romandie 2013

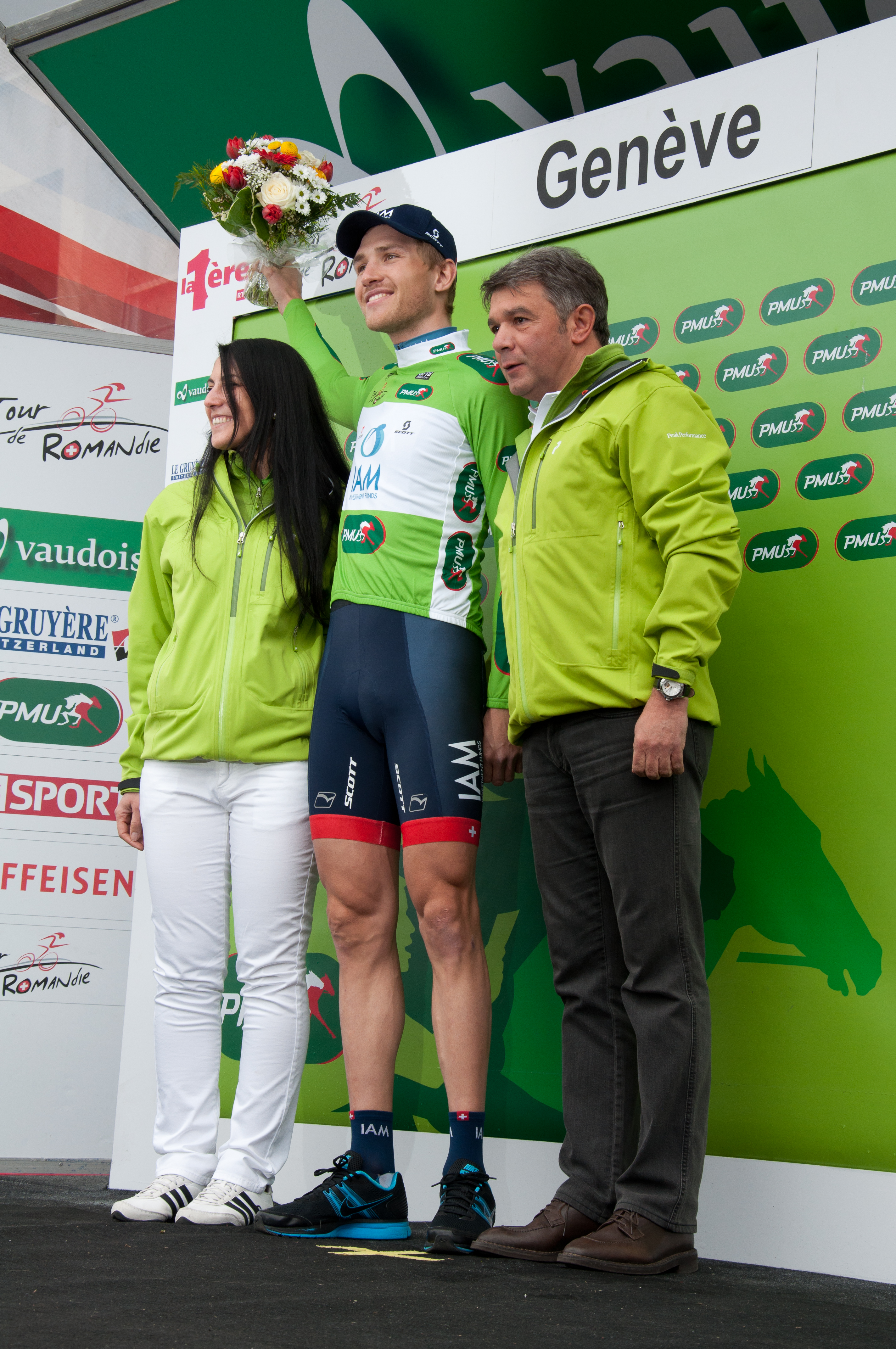
Matthias Brändle gewinnt die Punktewertung der Tour de Romandie 2013

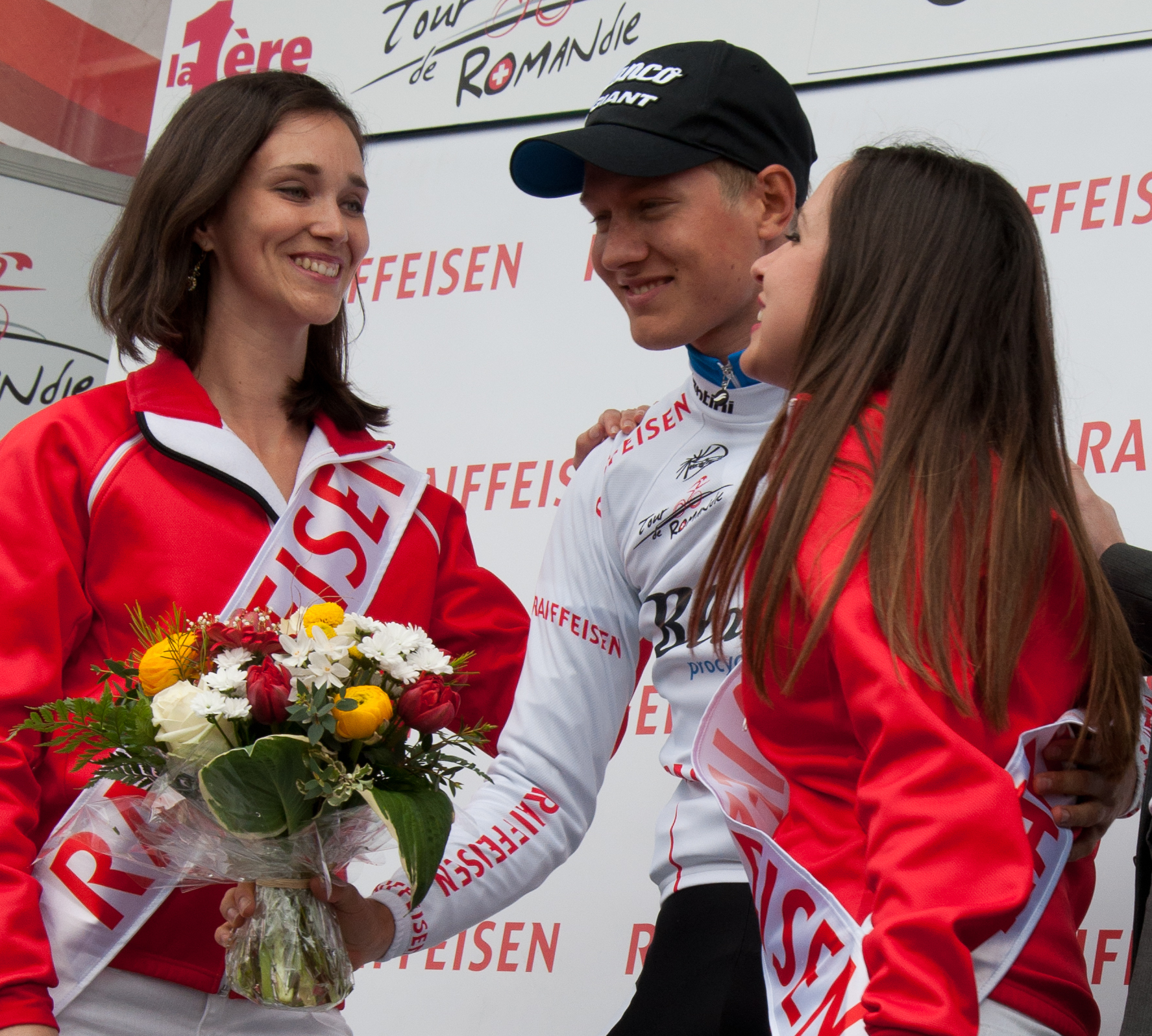
Wilco Kelderman gewinnt die Nachwuchswertung der Tour de Romandie 2013

Die 67. Tour de Romandie fand vom 23. bis zum 28. April 2013 statt. Das Radsport-Etappenrennen zählte zur UCI WorldTour 2013. Nach einem Prolog folgten fünf Etappen.

## Teilnehmer
Startberechtigt waren die 19 ProTeams. Zudem vergab der Organisator Wildcards an die Professional Continental Teams Team Europcar und IAM Cycling.
| ProTeams (19)- AG2R La Mondiale - Argos-Shimano - Astana - Blanco - BMC Racing Team - Cannondale Pro Cycling - Euskaltel-Euskadi - FDJ - Garmin Sharp - Katusha - Lampre-Merida - Lotto-Belisol - Movistar Team - Omega Pharma-Quick Step - Orica-GreenEDGE - RadioShack-Leopard - Saxo-Tinkoff - Sky - Vacansoleil-DCM Professional Continental Teams (2)- Team Europcar - IAM Cycling |
| |

## Etappen

### Etappenübersicht
| Etappe | Tag       | Start–Ziel             | km    | Typ            | Etappensieger        |
| ------ | --------- | ---------------------- | ----- | -------------- | -------------------- |
| Prolog | 23. April | Le Châble – Bruson     | 07,45 | Zeitfahren     | Chris Froome         |
| 1.     | 24. April | Saint-Maurice – Renens | 176,4 | Bergige Etappe | Gianni Meersman      |
| 2.     | 25. April | Prilly – Grenchen      | 190,3 | Flachetappe    | Ramūnas Navardauskas |
| 3.     | 26. April | Payerne – Payerne      | 181   | Flachetappe    | Gianni Meersman      |
| 4.     | 27. April | Marly – Les Diablerets | 184,8 | Gebirgsetappe  | Simon Špilak         |
| 5.     | 28. April | Genf EZF               | 18,5  | Zeitfahren     | Tony Martin          |

### Prolog
23. April 2013 – Le Châble – Bruson – 7,45 km
|    | Fahrer             | Team                    | Zeit       |
| -- | ------------------ | ----------------------- | ---------- |
| 1  | Chris Froome       | Sky ProCycling          | 13:15 min  |
| 2  | Andrew Talansky    | Garmin Sharp            | + 0:06 min |
| 3  | Robert Kišerlovski | RadioShack Leopard      | + 0:13 min |
| 4  | Richie Porte       | Sky ProCycling          | + 0:15 min |
| 5  | Rui Costa          | Movistar                | + 0:16 min |
| 6  | Thibaut Pinot      | FDJ.fr                  | + 0:17 min |
| 7  | Stef Clement       | Belkin-Pro Cycling Team | + 0:17 min |
| 8  | Alejandro Valverde | Movistar                | + 0:17 min |
| 9  | Tom Danielson      | Garmin Sharp            | + 0:17 min |
| 10 | Wilco Kelderman    | Belkin-Pro Cycling Team | + 0:18 min |

|    | Fahrer             | Team                    | Zeit       |
| -- | ------------------ | ----------------------- | ---------- |
| 1  | Chris Froome       | Sky ProCycling          | 13:15 min  |
| 2  | Andrew Talansky    | Garmin Sharp            | + 0:06 min |
| 3  | Robert Kišerlovski | RadioShack Leopard      | + 0:13 min |
| 4  | Richie Porte       | Sky ProCycling          | + 0:15 min |
| 5  | Rui Costa          | Movistar                | + 0:16 min |
| 6  | Thibaut Pinot      | FDJ.fr                  | + 0:17 min |
| 7  | Stef Clement       | Belkin-Pro Cycling Team | + 0:17 min |
| 8  | Alejandro Valverde | Movistar                | + 0:17 min |
| 9  | Tom Danielson      | Garmin Sharp            | + 0:17 min |
| 10 | Wilco Kelderman    | Belkin-Pro Cycling Team | + 0:18 min |

### Etappe 1
24. April 2013 – Saint-Maurice – Renens –  176,4 km
|    | Fahrer            | Team                    | Zeit      |
| -- | ----------------- | ----------------------- | --------- |
| 1  | Gianni Meersman   | Omega Pharma-Quick Step | 4:29:09 h |
| 2  | Giacomo Nizzolo   | RadioShack Leopard      | s. t.     |
| 3  | Roberto Ferrari   | Lampre-Merida           | s. t.     |
| 4  | Luka Mezgec       | Team Argos-Shimano      | s. t.     |
| 5  | Kévin Réza        | Team Europcar           | s. t.     |
| 6  | Francesco Gavazzi | Astana Pro Team         | s. t.     |
| 7  | Matthew Goss      | Orica GreenEdge         | s. t.     |
| 8  | Rui Costa         | Movistar                | s. t.     |
| 9  | Gaëtan Bille      | Lotto Belisol           | s. t.     |
| 10 | Marco Marcato     | Vacansoleil-DCM         | s. t.     |

|    | Fahrer             | Team                    | Zeit       |
| -- | ------------------ | ----------------------- | ---------- |
| 1  | Chris Froome       | Sky ProCycling          | 4:42:24 h  |
| 2  | Andrew Talansky    | Garmin Sharp            | + 0:06 min |
| 3  | Robert Kišerlovski | RadioShack Leopard      | + 0:13 min |
| 4  | Richie Porte       | Sky ProCycling          | + 0:15 min |
| 5  | Rui Costa          | Movistar                | + 0:16 min |
| 6  | Thibaut Pinot      | FDJ.fr                  | + 0:17 min |
| 7  | Stef Clement       | Belkin-Pro Cycling Team | + 0:17 min |
| 8  | Alejandro Valverde | Movistar                | + 0:17 min |
| 9  | Tom Danielson      | Garmin Sharp            | + 0:17 min |
| 10 | Wilco Kelderman    | Belkin-Pro Cycling Team | + 0:18 min |

### Etappe 2
25. April 2013 – Prilly – Grenchen –  190,3 km
|    | Fahrer               | Team                    | Zeit      |
| -- | -------------------- | ----------------------- | --------- |
| 1  | Ramūnas Navardauskas | Garmin Sharp            | 4:51:49 h |
| 2  | Enrico Gasparotto    | Astana Pro Team         | s. t.     |
| 3  | Gianni Meersman      | Omega Pharma-Quick Step | s. t.     |
| 4  | Luka Mezgec          | Team Argos-Shimano      | s. t.     |
| 5  | Dominik Nerz         | BMC Racing Team         | s. t.     |
| 6  | Francesco Gavazzi    | Astana Pro Team         | s. t.     |
| 7  | Jan Bakelants        | RadioShack Leopard      | s. t.     |
| 8  | Stef Clement         | Belkin-Pro Cycling Team | s. t.     |
| 9  | Michael Albasini     | Orica GreenEdge         | s. t.     |
| 10 | Manuele Mori         | Lampre-Merida           | s. t.     |

|    | Fahrer             | Team                    | Zeit       |
| -- | ------------------ | ----------------------- | ---------- |
| 1  | Chris Froome       | Sky ProCycling          | 9:34:13 h  |
| 2  | Andrew Talansky    | Garmin Sharp            | + 0:06 min |
| 3  | Robert Kišerlovski | RadioShack Leopard      | + 0:13 min |
| 4  | Richie Porte       | Sky ProCycling          | + 0:15 min |
| 5  | Rui Costa          | Movistar                | + 0:16 min |
| 6  | Thibaut Pinot      | FDJ.fr                  | + 0:17 min |
| 7  | Stef Clement       | Belkin-Pro Cycling Team | + 0:17 min |
| 8  | Alejandro Valverde | Movistar                | + 0:17 min |
| 9  | Tom Danielson      | Garmin Sharp            | + 0:17 min |
| 10 | Wilco Kelderman    | Belkin-Pro Cycling Team | + 0:18 min |

### Etappe 3
26. April 2013 – Payerne – Payerne – 181 km
|    | Fahrer                      | Team                    | Zeit      |
| -- | --------------------------- | ----------------------- | --------- |
| 1  | Gianni Meersman             | Omega Pharma-Quick Step | 4:19:03 h |
| 2  | Francesco Gavazzi           | Astana Pro Team         | s. t.     |
| 3  | Michael Albasini            | Orica GreenEdge         | s. t.     |
| 4  | Luka Mezgec                 | Team Argos-Shimano      | s. t.     |
| 5  | Juan José Lobato            | Euskaltel Euskadi       | s. t.     |
| 6  | Danilo Wyss                 | BMC Racing Team         | s. t.     |
| 7  | Rinaldo Nocentini           | AG2R La Mondiale        | s. t.     |
| 8  | Roberto Ferrari             | Lampre-Merida           | s. t.     |
| 9  | Reinardt Janse van Rensburg | Team Argos-Shimano      | s. t.     |
| 10 | Xavier Florencio            | Katusha                 | s. t.     |

|    | Fahrer             | Team                    | Zeit       |
| -- | ------------------ | ----------------------- | ---------- |
| 1  | Chris Froome       | Sky ProCycling          | 13:53:16 h |
| 2  | Andrew Talansky    | Garmin Sharp            | + 0:06 min |
| 3  | Gianni Meersman    | Omega Pharma-Quick Step | + 0:09 min |
| 4  | Robert Kišerlovski | RadioShack Leopard      | + 0:13 min |
| 5  | Richie Porte       | Sky ProCycling          | + 0:15 min |
| 6  | Rui Costa          | Movistar                | + 0:16 min |
| 7  | Thibaut Pinot      | FDJ.fr                  | + 0:17 min |
| 8  | Stef Clement       | Belkin-Pro Cycling Team | + 0:17 min |
| 9  | Alejandro Valverde | Movistar                | + 0:17 min |
| 10 | Tom Danielson      | Garmin Sharp            | + 0:17 min |

### Etappe 4
27. April 2013 – Marly – Les Diablerets – 184,8 km
|    | Fahrer                 | Team                    | Zeit       |
| -- | ---------------------- | ----------------------- | ---------- |
| 1  | Simon Špilak           | Katusha                 | 5:10:00 h  |
| 2  | Chris Froome           | Sky ProCycling          | s. t.      |
| 3  | Rui Costa              | Movistar                | + 1:03 min |
| 4  | Alejandro Valverde     | Movistar                | s. t.      |
| 5  | Wilco Kelderman        | Belkin-Pro Cycling Team | s. t.      |
| 6  | Carlos Betancur        | AG2R La Mondiale        | s. t.      |
| 7  | Marcel Wyss            | IAM Cycling             | s. t.      |
| 8  | Jean-Christophe Péraud | AG2R La Mondiale        | s. t.      |
| 9  | Robert Kišerlovski     | RadioShack Leopard      | s. t.      |
| 10 | Igor Antón             | Euskaltel Euskadi       | s. t.      |

|    | Fahrer             | Team                    | Zeit       |
| -- | ------------------ | ----------------------- | ---------- |
| 1  | Chris Froome       | Sky ProCycling          | 19:03:10 h |
| 2  | Simon Špilak       | Katusha                 | + 0:47 min |
| 3  | Rui Costa          | Movistar                | + 1:21 min |
| 4  | Robert Kišerlovski | RadioShack Leopard      | + 1:22 min |
| 5  | Thibaut Pinot      | FDJ.fr                  | + 1:26 min |
| 6  | Alejandro Valverde | Movistar                | + 1:26 min |
| 7  | Tom Danielson      | Garmin Sharp            | + 1:26 min |
| 8  | Wilco Kelderman    | Belkin-Pro Cycling Team | + 1:27 min |
| 9  | Carlos Betancur    | AG2R La Mondiale        | + 1:28 min |
| 10 | Marcel Wyss        | IAM Cycling             | + 1:43 min |

### Etappe 5
28. April 2013 – Genf – Genf – 18,7 km
|    | Fahrer            | Team                    | Zeit       |
| -- | ----------------- | ----------------------- | ---------- |
| 1  | Tony Martin       | Omega Pharma-Quick Step | 21:07 min  |
| 2  | Adriano Malori    | Lampre-Merida           | + 0:16 min |
| 3  | Chris Froome      | Sky ProCycling          | + 0:34 min |
| 4  | Lieuwe Westra     | Vacansoleil-DCM         | + 0:36 min |
| 5  | Simon Špilak      | Katusha                 | + 0:41 min |
| 6  | Stef Clement      | Belkin-Pro Cycling Team | + 0:50 min |
| 7  | Richie Porte      | Sky ProCycling          | + 0:52 min |
| 8  | Mads Christensen  | Team Saxo-Tinkoff       | + 0:55 min |
| 9  | Rohan Dennis      | Garmin Sharp            | + 0:56 min |
| 10 | Tobias Ludvigsson | Team Argos-Shimano      | + 1:01 min |

|    | Fahrer                 | Team                    | Zeit       |
| -- | ---------------------- | ----------------------- | ---------- |
| 1  | Chris Froome           | Sky ProCycling          | 19:24:51 h |
| 2  | Simon Špilak           | Katusha                 | + 0:54 min |
| 3  | Rui Costa              | Movistar                | + 1:49 min |
| 4  | Tom Danielson          | Garmin Sharp            | + 1:54 min |
| 5  | Wilco Kelderman        | Belkin-Pro Cycling Team | + 2:03 min |
| 6  | Jean-Christophe Péraud | AG2R La Mondiale        | + 2:14 min |
| 7  | Jurgen Van Den Broeck  | Lotto Belisol           | + 2:16 min |
| 8  | Richie Porte           | Sky ProCycling          | + 2:31 min |
| 9  | Alejandro Valverde     | Movistar                | + 2:32 min |
| 10 | Marcel Wyss            | IAM Cycling             | + 2:41 min |

## Führungen im Rennverlauf
Die Tabelle zeigt die Führenden nach der jeweiligen Etappe an.
| Etappe | Gesamtwertung | Bergwertung      | Punktewertung    | Nachwuchswertung | Mannschaftswertung |
| ------ | ------------- | ---------------- | ---------------- | ---------------- | ------------------ |
| Prolog | Chris Froome  | Chris Froome     | nicht vergeben   | Thibaut Pinot    | Sky ProCycling     |
| 1.     | Chris Froome  | Garikoitz Bravo  | Julien Bérard    | Thibaut Pinot    | Sky ProCycling     |
| 2.     | Chris Froome  | Garikoitz Bravo  | Matthias Brändle | Thibaut Pinot    | Sky ProCycling     |
| 3.     | Chris Froome  | Marcus Burghardt | Matthias Brändle | Thibaut Pinot    | Sky ProCycling     |
| 4.     | Chris Froome  | Marcus Burghardt | Matthias Brändle | Thibaut Pinot    | Sky ProCycling     |
| 5.     | Chris Froome  | Marcus Burghardt | Matthias Brändle | Wilco Kelderman  | Sky ProCycling     |